# Вильдгрубе, Георгий Сергеевич
Георгий Сергеевич Вильдгрубе (31 января 1910, Санкт-Петербург — 8 сентября 1996, Санкт-Петербург) — советский учёный, специалист в области фотоэлектронных приборов. Основатель и первый директор ЦНИИ Электрон.

## Биография
Георгий Вильдгрубе родился 31 января 1910 года в Санкт-Петербурге. Окончил Единую советскую трудовую школу № 2 (впоследствии переименована в школу № 102).
Поступил в  Ленинградский электротехнический институт, который окончил в 1935 году. С этого года работал в отраслевой вакуумной лаборатории на заводе «Светлана» под руководством С. А. Векшинского. Здесь Вильдгрубе разработал свои первые фотоумножители.
В 1945—1948 годах работал директором завода телевизионной электроники в Берлине.
С 1948 года научный сотрудник, а с 1949 года — заведующий вакуумным отделом НИИ-380 в Ленинграде.
С 1956 года директор выделившегося из НИИ-380 ОКБ ЭВП, которое в 1961 году было преобразовано в ВНИИ ЭЛП и с 1971 года — в НПО «Электрон». На этой базе под руководством Вильдгрубе создавалась аппаратура, позволившая получить первые изображения поверхности Луны и Венеры, проводить спектрофотометрические исследования ближайших планет и делать космические снимки поверхности Земли в системах дистанционного зондирования.
Доктор технических наук (1960), профессор ЛЭТИ (1975).
Георгий Сергеевич Вильдгрубе умер 8 сентября 1996 года в Санкт-Петербурге.

## Награды и звания
- Ленинская премия 1966 года[4] (в составе разработчиков аппаратуры АМС «Луна-9») - за разработку фотоэлектронных приборов для космических исследований
- Государственная премия СССР 1983 год[4]а — за участие в создании передающих трубок для цветного ТВ торговой марки «глетикон»
- Орден Ленина
- Заслуженный деятель науки и техники Российской Федерации (1996)[4][5]

## Память
- К 100-летию Г. С. Вильдгрубе опубликована биографическая брошюра, посвященная его памяти[3]